# Tom Patey
Thomas Walton Patey (* 20. Februar 1932 in Ellon (Schottland); † 25. Mai 1970 in Whiten Head, Schottland) war ein britischer Bergsteiger.
Obgleich er ein führender schottischer Bergsteiger seiner Zeit war, insbesondere auf Winterrouten, ist er vielleicht am bekanntesten für seine humorvollen Lieder und Gedichte über das Bergsteigen, wovon viele postum in dem Sammelband One Man’s Mountains veröffentlicht wurden.

## Leben
Patey besuchte die Ellon Academy und das Robert Gordon’s College in Aberdeen. Er interessierte sich bereits als Pfadfinder für das Klettern, aber erst an der University of Aberdeen, wo er ein Medizinstudium absolvierte, zeigte er sein volles Talent als Expeditionsbergsteiger und stand dem Lairig Club vor. Viele seiner frühen Erstbesteigungsrouten waren auf dem Lochnagar und in den benachbarten Cairngorms.
Er kletterte ausgiebig in Schottland, beispielsweise vollführte er im Jahr 1965 die erste Winterüberquerung des Cuillin Grates mit Hamish MacInnes, David Crabbe und Brian Robertson. Er, Rusty Baillie und Chris Bonington bestiegen 1966 erstmals den Old Man of Hoy, was er in einer Live-Übertragung des Fernsehsenders BBC am 8. und 9. Juli 1967 wiederholte. 1966 bestieg er mit einer Seilschaft zudem erstmals den Old Man of Stoer vor der Küste von Assynt. Im Jahr 1968 erkletterten Patey und Ian Clough als erste Am Buachaille, einen Brandungspfeiler vor der Küste von Sutherland. Außerdem unternahm er nennenswerte Besteigungen in den Alpen und im Karakorum einschließlich der Erstbesteigung des Muztagh Tower (7273 m) mit John Hartog, Joe Brown und Ian McNaught-Davis im Jahr 1956 und des Rakaposhi (7788 m) im Jahr 1958 mit Michael Banks.
Zum Zeitpunkt seines Todes arbeitete er als Hausarzt in Ullapool, im äußersten Nordwesten von Schottland. Beim Abseilen von The Maiden, einem Brandungspfeiler bei Whiten Head vor der Küste von Sutherland, verunglückte er tödlich.

## Schriften
- 1971: One Man’s Mountains. Gollancz, London, ISBN 0-575-01358-3.